# Spilosoma platycroca
Spilosoma platycroca är en fjärilsart som beskrevs av Turner 1940. Spilosoma platycroca ingår i släktet Spilosoma och familjen björnspinnare. Inga underarter finns listade i Catalogue of Life.